# Professional'nyj Futbol'nyj Klub Central'nyj Sportivnyj Klub Armii 2012-2013
Questa voce raccoglie le informazioni riguardanti il Professional'nyj Futbol'nyj Klub CSKA nelle competizioni ufficiali della stagione 2012-2013.

## Divise
| Casa | Trasferta |

## Rosa
| N. |                     | Ruolo | Calciatore         |
| -- | ------------------- | ----- | ------------------ |
| 1  | Russia (bandiera)   | P     | Sergej Čepčugov    |
| 3  | Svezia (bandiera)   | C     | Pontus Wernbloom   |
| 4  | Russia (bandiera)   | D     | Sergej Ignaševič   |
| 5  | Russia (bandiera)   | D     | Viktor Vasin       |
| 6  | Russia (bandiera)   | D     | Aleksej Berezuckij |
| 7  | Giappone (bandiera) | C     | Keisuke Honda      |
| 9  | Brasile (bandiera)  | A     | Vágner Love        |
| 10 | Russia (bandiera)   | C     | Alan Dzagoev       |
| 11 | Cile (bandiera)     | C     | Mark González      |
| 13 | Brasile (bandiera)  | D     | Mário Fernandes    |
| 14 | Russia (bandiera)   | D     | Kirill Nababkin    |
| 17 | Russia (bandiera)   | C     | Pavel Mamaev       |

| N. |                                 | Ruolo | Calciatore         |
| -- | ------------------------------- | ----- | ------------------ |
| 18 | Nigeria (bandiera)              | A     | Ahmed Musa         |
| 19 | Lettonia (bandiera)             | C     | Aleksandrs Cauņa   |
| 20 | Svezia (bandiera)               | C     | Rasmus Elm         |
| 21 | Serbia (bandiera)               | C     | Zoran Tošić        |
| 24 | Russia (bandiera)               | D     | Vasilij Berezuckij |
| 25 | Bosnia ed Erzegovina (bandiera) | C     | Elvir Rahimić      |
| 35 | Russia (bandiera)               | P     | Igor' Akinfeev     |
| 42 | Russia (bandiera)               | D     | Georgij Ščennikov  |
| 52 | Russia (bandiera)               | C     | Ravil' Netfullin   |
| 88 | Costa d'Avorio (bandiera)       | A     | Seydou Doumbia     |
| 89 | Rep. Ceca (bandiera)            | A     | Tomáš Necid        |

## Risultati

### Prem'er-Liga
| Chimki 21 luglio 2012 1ª giornata | CSKA Mosca | 1 – 0 referto | Rostov | Arena Chimki |

| Perm' 28 luglio 2012 2ª giornata | Amkar Perm' | 3 – 1 referto | CSKA Mosca | Stadio Zvezda |

| Mosca 4 agosto 2012 3ª giornata | CSKA Mosca | 1 – 3 referto | Zenit San Pietroburgo | Stadio Lužniki |

| Chimki 12 agosto 2012 4ª giornata | CSKA Mosca | 1 – 0 referto | Anži | Arena Chimki |

| Saransk 19 agosto 2012 5ª giornata | Mordovija | 0 – 3 referto | CSKA Mosca | Start Stadion |

| Chimki 26 agosto 2012 6ª giornata | CSKA Mosca | 3 – 0 referto | Kryl'ja Sovetov Samara | Arena Chimki |

| Krasnodar 2 settembre 2012 7ª giornata | Krasnodar | 0 – 1 referto | CSKA Mosca | Stadio Kuban' |

| Chimki 16 settembre 2012 8ª giornata | CSKA Mosca | 2 – 0 referto | Alanija Vladikavkaz | Arena Chimki |

| Nižnij Novgorod 22 settembre 2012 9ª giornata | Volga Nižnij Novgorod | 2 – 3 referto | CSKA Mosca | Stadio Lokomotiv |

| Chimki 30 settembre 2012 10ª giornata | CSKA Mosca | 0 – 2 referto | Dinamo Mosca | Arena Chimki |

| Mosca 7 ottobre 2012 11ª giornata | Spartak Mosca | 0 – 2 referto | CSKA Mosca | Stadio Lužniki |

| Chimki 21 ottobre 2012 12ª giornata | CSKA Mosca | 2 – 0 referto | Rubin | Arena Chimki |

| Groznyj 28 ottobre 2012 13ª giornata | Terek Groznyj | 1 – 2 referto | CSKA Mosca | Achmat-Arena |

| Mosca 4 novembre 2012 14ª giornata | CSKA Mosca | 2 – 1 referto | Lokomotiv Mosca | Stadio Lužniki |

| Krasnodar 10 novembre 2012 15ª giornata | Kuban' | 1 – 3 referto | CSKA Mosca | Stadio Kuban' |

| Mosca 18 novembre 2012 16ª giornata | CSKA Mosca | 3 – 0 referto | Amkar Perm' | Stadio Lužniki |

| San Pietroburgo 26 novembre 2012 17ª giornata | Zenit San Pietroburgo | 1 – 1 referto | CSKA Mosca | Stadio Petrovskij |

| Machačkala 2 dicembre 2012 18ª giornata | Anži | 2 – 0 referto | CSKA Mosca | Stadio Dinamo |

| Mosca 9 dicembre 2012 19ª giornata | CSKA Mosca | 2 – 1 referto | Mordovija | Stadio Lužniki |

| Samara 9 marzo 2013 20ª giornata | Kryl'ja Sovetov Samara | 0 – 2 referto | CSKA Mosca | Stadio Metallurg (Samara) |

| Mosca 17 marzo 2013 21ª giornata | CSKA Mosca | 1 – 0 referto | Krasnodar | Stadio Lužniki |

| Vladikavkaz 1º aprile 2013 22ª giornata | Alanija Vladikavkaz | 0 – 4 referto | CSKA Mosca | Respublikanskij stadion Spartak |

| Mosca 6 aprile 2013 23ª giornata | CSKA Mosca | 2 – 0 referto | Volga Nižnij Novgorod | Stadio Lužniki |

| Chimki 12 aprile 2013 24ª giornata | Dinamo Mosca | 0 – 0 referto | CSKA Mosca | Arena Chimki |

| Mosca 21 aprile 2013 25ª giornata | CSKA Mosca | 2 – 2 referto | Spartak Mosca | Stadio Lužniki |

| Kazan' 28 aprile 2013 26ª giornata | Rubin | 2 – 0 referto | CSKA Mosca | Stadio Centrale di Kazan' |

| Chimki 4 maggio 2013 27ª giornata | CSKA Mosca | 1 – 0 referto | Terek Groznyj | Arena Chimki |

| Mosca 12 maggio 2013 28ª giornata | Lokomotiv Mosca | 1 – 4 referto | CSKA Mosca | Stadio Lokomotiv |

| Chimki 18 maggio 2013 29ª giornata | CSKA Mosca | 0 – 0 referto | Kuban' | Arena Chimki |

| Rostov sul Don 26 maggio 2013 30ª giornata | Rostov | 3 – 0 referto | CSKA Mosca | Stadio Olimp-2 |

### Kubok Rossii
| Tomsk 26 settembre 2012 Sedicesimi di finale | Tom' Tomsk | 0 – 1 referto | CSKA Mosca | Trud Stadium |

| Mosca 31 ottobre 2012 Ottavi di finale | CSKA Mosca | 3 – 0 referto | Tjumen' | Stadio Lužniki |

| Mosca 17 aprile 2013 Quarti di finale | CSKA Mosca | 3 – 0 referto | Enisej | Stadio Lužniki |

| Rostov sul Don 7 maggio 2013 Semifinali | Rostov | 0 – 2 referto | CSKA Mosca | Stadio Olimp-2 |

| Arbitro: | Aleksandr Egorov |

|                                                |                      |                                         |
| Musa 9’                                        | Marcatori            | 74’ Diarra                              |
| Mamayev V. Berezutski Musa Vágner Love Doumbia | Tiri di rigore 4 – 3 | Boussoufa Zhirkov Willian Jucilei Eto'o |

### UEFA Europa League
| Arbitro: | Kevin Blom |

|  |           |           |
|  | Marcatori | 62’ Honda |

| Arbitro: | Ovidiu Alin Hategan |

|  |           |                              |
|  | Marcatori | 6’ Karikari 90+3’ Lorentzson |